# Savile Row

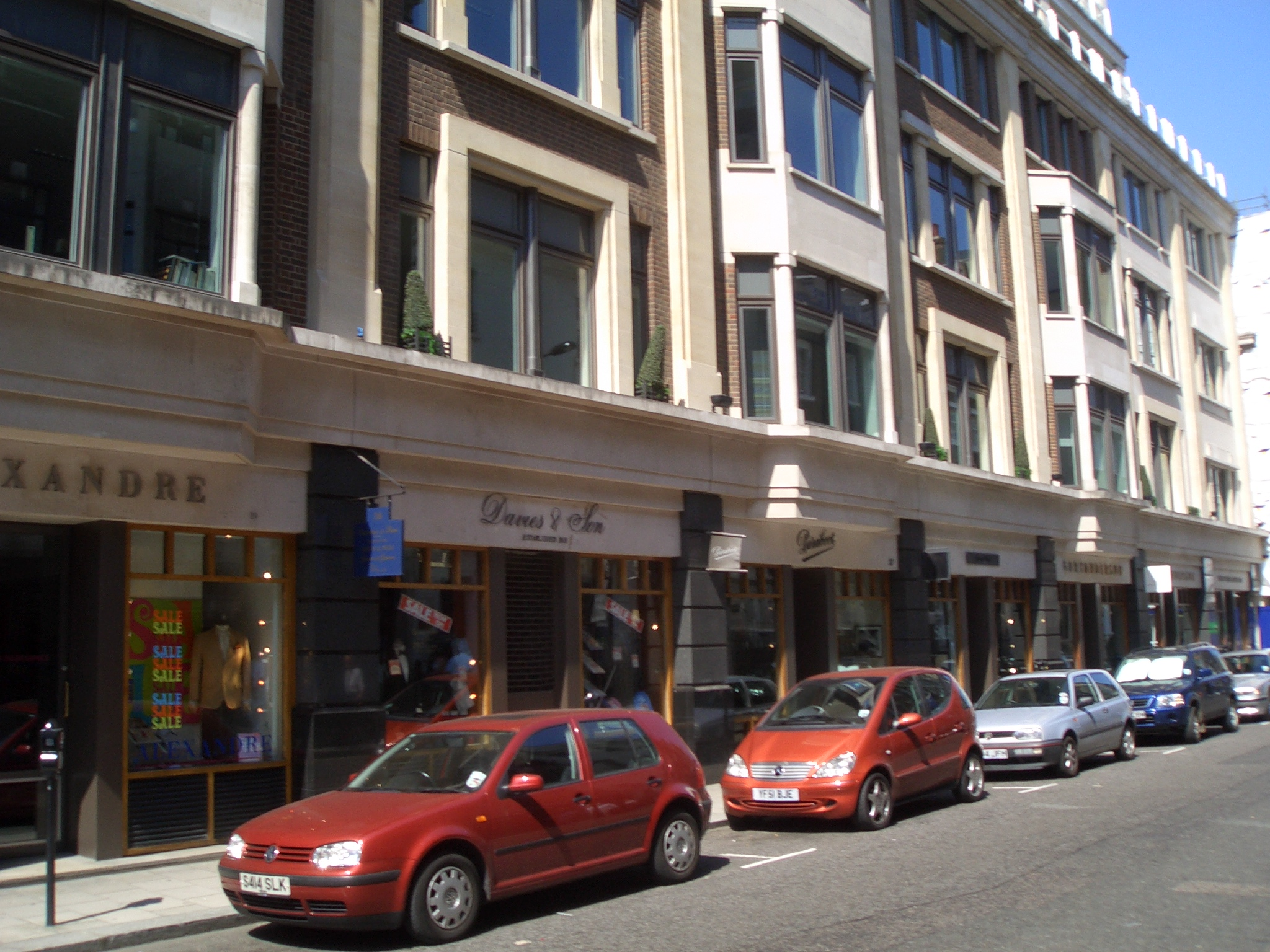
Savile Row in London, 2005

Savile Row (Aussprache: /ˌsævɪl ˈroʊ/) ist eine für die dort zahlreich ansässigen Herren-Maßschneider bekannte Einkaufsstraße in Mayfair, gelegen im Londoner Stadtbezirk City of Westminster. Sie verläuft parallel zur Regent Street zwischen der Conduit Street im Norden und der Vigo Street im Süden. In der Nähe befinden sich Burlington Place, Clifford Street und Burlington Gardens.

## Geschichte

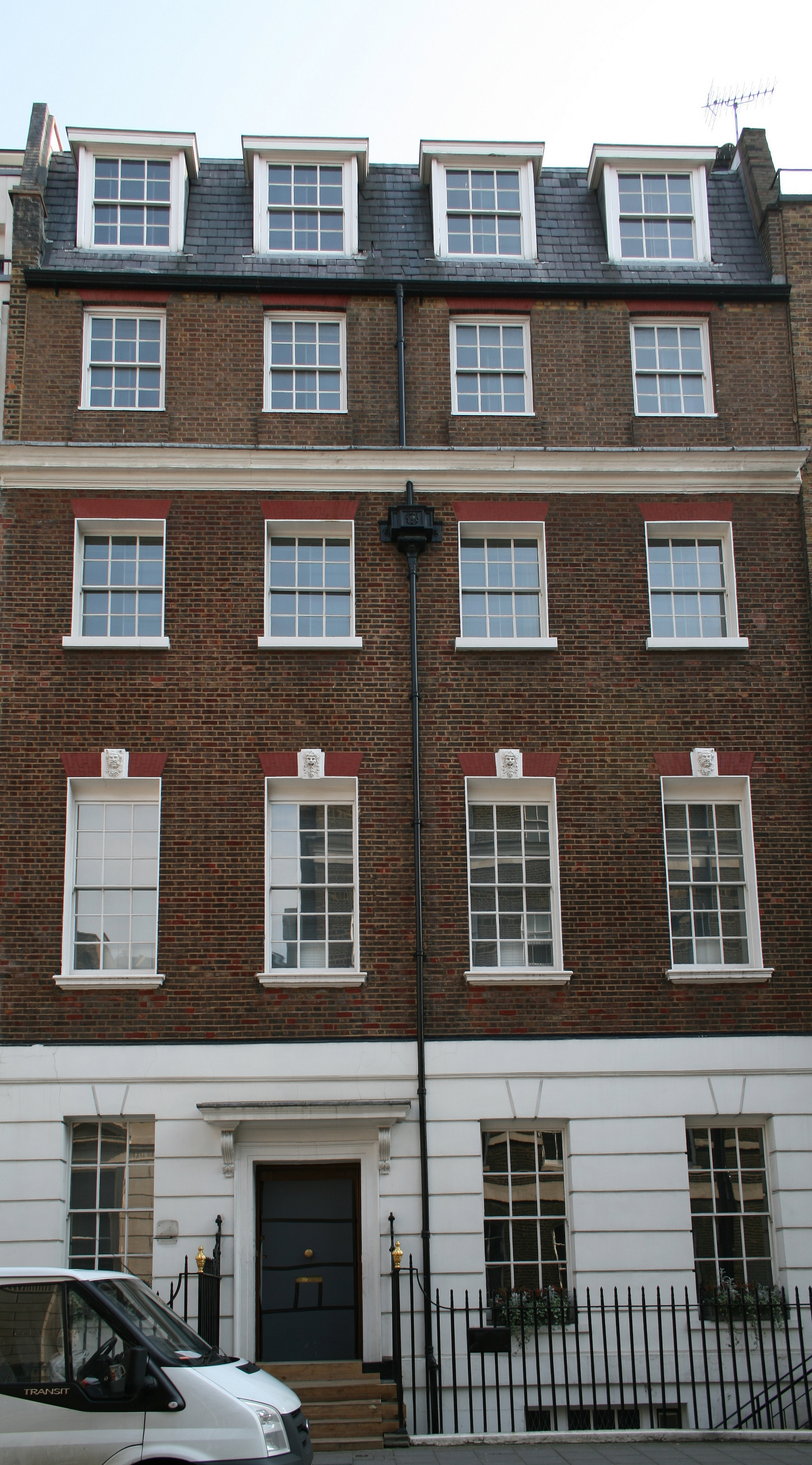
3 Savile Row, ehemaliger Sitz von Apple Corps

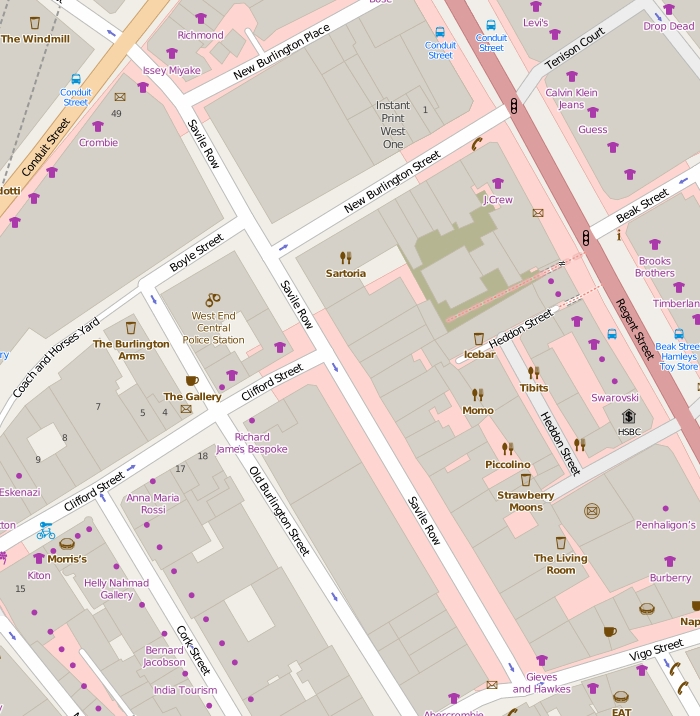
Savile Row auf dem Londoner Stadtplan

Das Gelände der Savile Row lag ursprünglich auf dem Landgut von Richard Boyle, 3. Earl von Burlington, 4. Earl von Cork. Die Straße wurde zwischen 1731 und 1735 erbaut und nach Lady Dorothy Savile, der Frau des Earls, benannt. Die Architektur und Erbauung wird Colen Campbell, Henry Flitcroft, Daniel Garrett sowie William Kent zugeschrieben.
Ursprünglich siedelten sich vor allem Offiziere des Militärs in der Straße an, aber bereits 1740 bezogen auch die ersten Herrenschneider die Gebäude in der Savile Row und den angrenzenden Straßen. Bekanntheit über London hinaus erlangte die Straße durch die Stilikone George Bryan Brummell, der die Geschäfte in der Savile Row frequentierte und dessen Stil weithin übernommen wurde.
Bekannte Bewohner der Savile Row waren William Pitt der Jüngere, zweimaliger britischer Premierminister, und der Politiker Richard Brinsley Sheridan, der in Hausnummer 17 bis zu seinem Tod 1816 lebte.
David Livingstone wurde vor seiner Beerdigung in der Westminster Abbey im Haus Nr. 1 der Savile Row aufgebahrt, als sich dort der Hauptsitz der Royal Geographical Society befand.
In den späten 1960er Jahren befand sich im Haus Nr. 3 die Firma der Beatles, Apple Corps. Am 30. Januar 1969 spielten die Beatles dort auf dem Dach des Gebäudes ihr letztes Konzert, das sogenannte Rooftop Concert.

## Bedeutung in der Herrenmode
Savile Row ist bekannt für die dort ansässigen Herrenausstatter des gehobenen Genres, die vornehmlich nach Bespoke-Art maßnehmen. Ein Bespoke-Anzug kostet um die 4000 Pfund, und die Anfertigung dauert mehrere Monate. Der Begriff Bespoke hat seinen Ursprung in der Savile Row und bedeutet, dass jedes Kleidungsstück individuell und einzeln mit jedem Kunden besprochen wird. Die Straße wird auch als „Goldene Meile des Schneiderns“ bezeichnet. Kunden der ansässigen Unternehmen waren unter anderem König Charles III., Winston Churchill, Charlie Watts, Lord Nelson und Napoleon III. Ian Fleming kaufte seine Anzüge dort und ließ seinen James-Bond-Charakter fiktiv bespoke bekleiden.
Zu den bekannten Geschäften, mit zum Teil bis in das 17. Jahrhundert zurückreichendem Wurzeln, gehören Huntsman (Nr. 11) und das nach Edwin Hardy Amies benannte Geschäft (Nr. 14). Weitere bekannte Geschäfte in der Savile Row sind beispielsweise Gieves and Hawkes (Nr. 1) oder Kilgour (Nr. 8). Direkt in den umliegenden Straßen haben Anderson & Sheppard (Old Burlington Street) und das 1689 gegründete Ede & Ravenscroft (Chancery Lane), die sich auch als „Savile Row Schneider“ bezeichnen, ihre Geschäfte.

## In der Literatur
In dem Roman Reise um die Erde in 80 Tagen von Jules Verne lebt der Protagonist Phileas Fogg in der Savile Row, Hausnummer 7.